# 35 Dywizja Pancerna (ZSRR)
35 Dywizja Pancerna (ros. 35-я танковая дивизия) – radziecka dywizja pancerna z  okresu II wojny światowej.
35 Dywizja Pancerna sformowana została w marcu 1941. W czasie napaści wojsk III Rzeszy i jej satelitów na Związek Radziecki wchodziła w skład 9 Korpusu Zmechanizowanego. Podczas walk odwrotowych utraciła wielu żołnierzy oraz wszystkie czołgi. Licząca 19 sierpnia 1941  już tylko 927 żołnierzy dywizja została rozformowano 9 września 1941. Czołgistów odesłano na tyły i wcieleno do tworzonych nowych jednostek wojskowych, natomiast płk Nowikowa mianowano dowódcą 3 Brygady Pancernej.

## Dowódcy 35 Dywizji Pancernej
- płk Nikołaj Nowikow[1].

## Struktura organizacyjna
- 69 pułk pancerny
- 70 pułk pancerny
- 35 pułk piechoty zmotoryzowanej
- 35 pułk haubic[1].